# 定着村
定着村（ていちゃくそん、英称：Resettlement village）。快復したハンセン病患者が自立をめざし集団で作った集落。韓国、中国、インドネシアなどに存在する。

## 概要
戦争直後の韓国では、ハンセン病患者に物乞いが多かった。1947年、韓国でハンセン病学者柳駿により、希望村運動として（Hope village movement）発足した。その後、1961年からResettelement village movement（定着村運動）という名称が使われている。柳駿は、身体的、社会的、経済的リハビリテーション特に精神的に自尊心を高めるためと強調している。生活の手段として、農業、牧畜業（養豚業や、特に養鶏業（卵の生産量は全体の1/3に達した）製造業などがある。村落数は一時は100箇所以上あったが、2005年は89に減少した。そこには16,000人が生活し以前より裕福となった。周辺の村との交流も盛んになった。現在の問題点としては、住民の高齢化である。ボランティアの協力もあり、将来は一般の村と化けるであろう。
中国では1980年代まで隔離政策があった。病気は治っているとして、政府は定着村を解放したため、給料がでなくなった医師、看護婦たちはいなくなった。快復者も元気な人は出て行ったが、いくあての無い者、後遺症の酷い者は残らざるを得ない。現在、定着村は600にもおよび、特に広東省が多く、67村もある。外に、江蘇省、山東省、雲南省、四川省に多い。ハンセン病に対する偏見、差別が根強く残っている。地方政府の援助も十分でない。ワークキャンプなどボランティア活動が行われている。

## 日本で失敗した試み
1964年宮古南静園で回復した入園者が約60名の集団で自立するために、竹富町西表開拓を計画、農業センターを作ろうというものであった。60町歩を確保、金融の融資も得られそうであり、軍政府は、計画を認めると回答、琉球政府も積極的であったが、西表住民の反対にあい、自立を目標とした試みは失敗した。